# 重拳炮塔

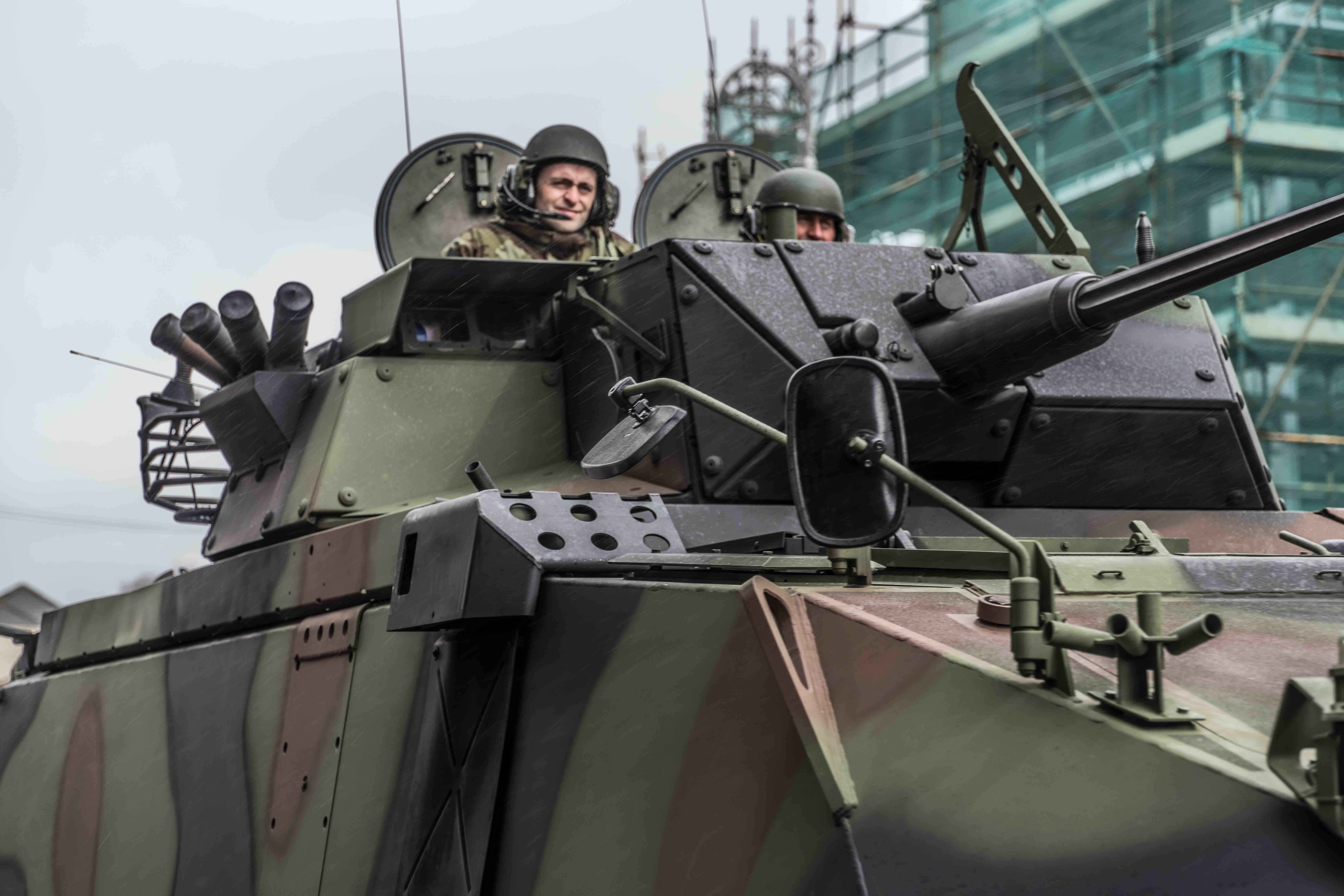
爱尔兰陆军食人鱼装甲车的炮塔

奥托梅莱拉开发并销售了一种运用于装甲车的双人炮塔，他们称之为重拳炮塔（Hitfist）主要客户有波兰和罗马尼亚。炮塔上的主炮可以安装25毫米厄利孔KBA或者30/40毫米ATK Mk 44巨蝮二式鏈炮。主武器上还安装有一挺同轴机枪，有的变体可以允许炮手发射反坦克导弹。
炮塔与武器可以单独由单人炮手来操控。
奥托梅莱拉还出售两种其他的炮塔。一种名为Hitrole遙控武器站的小型遥控炮塔，可安装小型武器，如机枪和自动榴弹发射器。而另一种外观类似的遥控炮塔，称为重拳OWS。
30毫米的变种炮塔会使得整车増重约2,670（5,890英磅）。